# Schwedische Badmintonmeisterschaft 2018
Die Schwedische Badmintonmeisterschaft 2018 fand vom 2. bis zum 4. Februar 2018 in Täby statt.

## Medaillengewinner
| Disziplin    | Gold                            | Silber                            | Bronze                              |
| ------------ | ------------------------------- | --------------------------------- | ----------------------------------- |
| Herreneinzel | Gabriel Ulldahl                 | Mattias Wigardt                   | Felix Burestedt                     |
| Herreneinzel | Gabriel Ulldahl                 | Mattias Wigardt                   | Hermansah                           |
| Dameneinzel  | Ashwathi Pillai                 | Frida Lindström                   | Julia Tuvesson                      |
| Dameneinzel  | Ashwathi Pillai                 | Frida Lindström                   | Emma Sundling                       |
| Herrendoppel | Richard Eidestedt Tim Foo       | Mathias Borg Magnus Sahlberg      | Joakim Andersson Imanuel Hirschfeld |
| Herrendoppel | Richard Eidestedt Tim Foo       | Mathias Borg Magnus Sahlberg      | Hermansah Gustav Strömvall          |
| Damendoppel  | Emma Karlsson Johanna Magnusson | Louise Eriksson Emma Wengberg     | Moa Sjöö Tilda Sjöö                 |
| Damendoppel  | Emma Karlsson Johanna Magnusson | Louise Eriksson Emma Wengberg     | Anastasia Hirschfeld Clara Nistad   |
| Mixed        | Richard Eidestedt Clara Nistad  | Jonathan Forsberg Klara Johansson | Magnus Sahlberg Louise Eriksson     |
| Mixed        | Richard Eidestedt Clara Nistad  | Jonathan Forsberg Klara Johansson | Carl Harrbacka Tilda Sjöö           |